# Lorenzo Panzini
Lorenzo Panzini (Ancona, 13 gennaio 1990) è un cestista italiano.

## Carriera
Dopo aver trascorso gran parte della trafila giovanile con la Stamura Ancona, società con cui esordisce quindicenne in Serie B1, si trasferisce al Basket Rimini Crabs con il quale debutta in Legadue nel corso della stagione 2007-2008.
Nell'annata 2008-2009 gioca per la Nuova Pallacanestro Vigevano e vince la Serie A Dilettanti.
L'anno successivo passa al Basket Barcellona e vince nuovamente il campionato, laureandosi campione d'Italia dilettanti per la seconda volta consecutiva.
La stagione 2010-2011, tra le file del Latina Basket, risulta meno trionfale a livello di risultati di squadra, tanto che la società rischia la retrocessione poi sventata durante i play-out.
Nell'annata successiva resta nel Lazio per disputare la Divisione Nazionale A, con il Basket Ferentino, con cui ottiene la terza promozione in A2.
Nella stagione 2012-2013 esordisce in Serie A con la maglia della Sutor Montegranaro che all'epoca disputava le proprie partite interne al PalaRossini di Ancona, sua città natale.
In vista del campionato seguente torna in Divisione Nazionale A Silver, questa volta con la maglia della Pallacanestro Lucca, ma nel finale di stagione passa all'Unione Sportiva Basket Recanati a causa del ritiro della società lucchese.
Nella stagione 2014-2015 si trasferisce alla Mens Sana Siena in Serie B, con la quale vince il campionato ottenendo la promozione in Serie A2.
Dopo l'esperienza senese decide di tornare nella società che per prima lo ha lanciato nel basket professionistico, il Basket Rimini Crabs, per disputare la Serie B.
Nell'estate del 2016 firma con lo Scafati Basket in Serie A2, mentre nel febbraio del 2017 si accorda con la Virtus Cassino in Serie B. Il 10 giugno 2018, con la maglia numero 6, centra la prima storica promozione dei cassinesi in Serie A2 battendo San Severo, e ottenendo così il suo quinto successo cestistico personale dopo quelli di Vigevano, Barcellona Pozzo di Gotto, Ferentino e Siena.
Seguono poi un anno all'Olimpia Matera in Serie B, poco più di metà stagione 2020-2021 al Giulia Basket Giulianova sempre in B e i play-off di B 2020-2021 disputati con la Real Sebastiani Rieti, prima di far ritorno ad Ancona a partire dal campionato 2021-2022 per due anni, fino a quando i biancoverdi retrocedono al termine del Serie B 2022-2023.
Rimasto fermo qualche mese per via di un infortunio al calcagno risalente al maggio 2023, il successivo 1º dicembre viene presentato come nuovo innesto del Basket Ravenna, altra società di Serie B.

## Statistiche
Stagione regolare
| Stagione        | Squadra              | Competizione         | Partite | Partite | Partite | Statistiche tiro | Statistiche tiro | Statistiche tiro | Altre statistiche | Altre statistiche | Altre statistiche | Altre statistiche | Altre statistiche |
| Stagione        | Squadra              | Competizione         | Pres.   | Titol.  | Minuti  | Tiri da 2        | Tiri da 3        | Liberi           | Rimb.             | Assist            | Rubate            | Stopp.            | Punti             |
| --------------- | -------------------- | -------------------- | ------- | ------- | ------- | ---------------- | ---------------- | ---------------- | ----------------- | ----------------- | ----------------- | ----------------- | ----------------- |
| 2005-2006       | Stamura Ancona       | Serie B d'Eccellenza | 7       |         | 47      | 0/0              | 3/6              | 0/0              | 4                 | 1                 | 3                 | 0                 | 9                 |
| 2006-2007       | Stamura Ancona       | Serie B d'Eccellenza | 24      |         | 372     | 14/32            | 13/56            | 7/10             | 44                | 7                 | 24                | 0                 | 74                |
| 2007-2008       | Crabs Rimini         | Legadue              | 3       |         | 5       | 0/0              | 1/2              | 0/0              | 0                 | 0                 | 1                 | 0                 | 3                 |
| 2008-2009       | Pall. Vigevano       | Serie A Dilettanti   | 21      |         | 222     | 7/17             | 14/37            | 11/12            | 23                | 11                | 8                 | 1                 | 67                |
| 2009-2010       | Basket Barcellona    | Serie A Dilettanti   | 28      |         | 468     | 22/33            | 15/43            | 11/14            | 52                | 12                | 24                | 0                 | 100               |
| 2010-2011       | Latina Basket        | Serie A Dilettanti   | 30      |         | 504     | 28/45            | 18/53            | 13/15            | 44                | 16                | 17                | 0                 | 123               |
| 2011-2012       | Basket Ferentino     | DNA                  | 34      |         | 621     | 31/61            | 34/96            | 22/32            | 68                | 22                | 15                | 0                 | 186               |
| 2012-2013       | Sutor Montegranaro   | Serie A              | 20      | 0       | 175     | 3/9              | 2/19             | 2/2              | 12                | 16                | 5                 | 0                 | 14                |
| 2013            | Pall. Lucca          | DNA Silver           | 1       |         | 15      | 0/0              | 1/2              | 0/0              | 0                 | 1                 | 0                 | 0                 | 3                 |
| 2014            | U.S. Basket Recanati | DNA Silver           | 6       |         | 53      | 0/6              | 2/8              | 0/3              | 4                 | 5                 | 0                 | 0                 | 6                 |
| 2014-2015       | Mens Sana Siena      | Serie B              | 26      |         | 677     | 28/63            | 29/83            | 13/18            | 93                | 53                | 9                 | 1                 | 156               |
| 2015-2016       | Crabs Rimini         | Serie B              | 30      |         | 942     | 62/140           | 46/156           | 96/115           | 108               | 133               | 35                | 1                 | 358               |
| 2016-feb.       | Scafati Basket       | Serie A2             | 18      |         | 284     | 8/18             | 9/27             | 4/6              | 20                | 14                | 4                 | 0                 | 47                |
| feb.-2017       | Virtus Cassino       | Serie B              | 11      |         | 350     | 13/30            | 23/65            | 5/6              | 50                | 62                | 16                | 0                 | 100               |
| 2017-2018       | Virtus Cassino       | Serie B              | 30      |         | 935     | 43/98            | 52/150           | 33/39            | 107               | 126               | 28                | 0                 | 275               |
| 2018-2019       | Pall. Vigevano       | Serie B              | 30      |         | 884     | 44/112           | 51/139           | 46/52            | 93                | 112               | 23                | 1                 | 287               |
| 2019-2020       | Olimpia Matera       | Serie B              | 23      |         | 793     | 44/95            | 53/157           | 37/50            | 121               | 66                | 22                | 0                 | 284               |
| Totale carriera |                      |                      |         |         |         |                  |                  |                  |                   |                   |                   |                   |                   |